# 下伊自良村
下伊自良村（しもいじらむら）は、かつて岐阜県山県郡にあった村である。
合併で伊自良村となった後、現在は山県市の一部となっている。
伊自良川上流の村で、旧・伊自良村南部に該当する。

## 歴史
- 江戸時代末期、この地域は美濃国山県郡であり、天領、岩村藩領などであった。
- 1897年（明治30年）4月1日 - 藤倉村、大森村、小倉村、洞田村が合併し発足。
- 1955年（昭和30年）4月1日 - 上伊自良村と合併し伊自良村が発足。同日下伊自良村廃止。

## 教育
- 下伊自良村立下伊自良小学校（現・山県市立伊自良南小学校）
- 上・下伊自良村組合立伊自良中学校

## 神社・仏閣
- 東光寺